# یواس‌اس سیلیون (اس‌اس-۳۱۵)
یواس‌اس سیلیون (اس‌اس-۳۱۵) (به انگلیسی: USS Sealion (SS-315)) یک زیردریایی بود که طول آن ۳۱۱ فوت ۹ اینچ (۹۵٫۰۲ متر) بود. این زیردریایی در سال ۱۹۴۳ ساخته شد.